# Pteris × sintenensis
Pteris × sintenensis là một loài dương xỉ trong họ Pteridaceae. Loài này được C.M.Kuo mô tả khoa học đầu tiên năm 1986.
Danh pháp khoa học của loài này chưa được làm sáng tỏ. 